# Lévi Weemoedt
Lévi Weemoedt, pseudoniem van Isaäck (Ies) Jacobus van Wijk (22 oktober 1948) is een Nederlandse schrijver en dichter van tragi-komische korte verhalen en gedichten die veelal in en rondom Vlaardingen spelen.

## Loopbaan
Er is verwarring over zijn geboorteplaats, omdat sommige bronnen daarvoor Geldrop en andere bronnen Vlaardingen noemen.
Na het gymnasium te hebben doorlopen studeerde Ies van Wijk Nederlandse taal- en letterkunde in Leiden. Hij heeft dertien jaar als leraar Nederlands in Vlaardingen voor de klas gestaan. Omdat hij hierin niet voldoende voldoening vond, stopte hij met lesgeven. 
Van Wijk heeft twee huwelijken gehad die allebei eindigden in een scheiding. Hij heeft twee kinderen. Sinds 1992 woont hij in Assen.
Als Levi Weemoedt was hij van 1976 tot 1979 redacteur van literair-satirisch studentenblad Propria Cures, waarin hij ook zijn eerste gedichten publiceerde. Hij debuteerde in 1977 met Geduldig Lijden, een jaar later gevolgd door Geen Bloemen en Zand Erover (1981).  In 1980 maakte hij zijn prozadebuut met Bedroefd maar dankbaar. In de jaren '80 schreef hij in "Mare," het weekblad van de Rijksuniversiteit Leiden.  Hij schreef voor onder andere De Volkskrant en NRC Handelsblad, Het Vrije Volk, Avenue, Elle en de bladen van de Geassocieerde Pers Diensten. Ook was hij als medewerker verbonden aan het Algemeen Dagblad en publiceerde hij in Renaissance. 
In 2007 verscheen Vanaf de dag dat ik mensen zag, een keuze van de schrijver uit eerder verschenen werk, met daarbij ongeveer veertig nieuwe versjes. In totaal 261 gedichten was de oogst van dertig jaar schrijven. In 2014 voegde de bundel Met enige vertraging daar 83 gedichten aan toe. In 2018 verscheen Pessimisme kun je leren ter gelegenheid van zijn 70e verjaardag. Deze bloemlezing door Özcan Akyol kwam bovenaan te staan in De Bestseller 60 en er werden meer dan 100.000 exemplaren van verkocht.

## Bibliografie

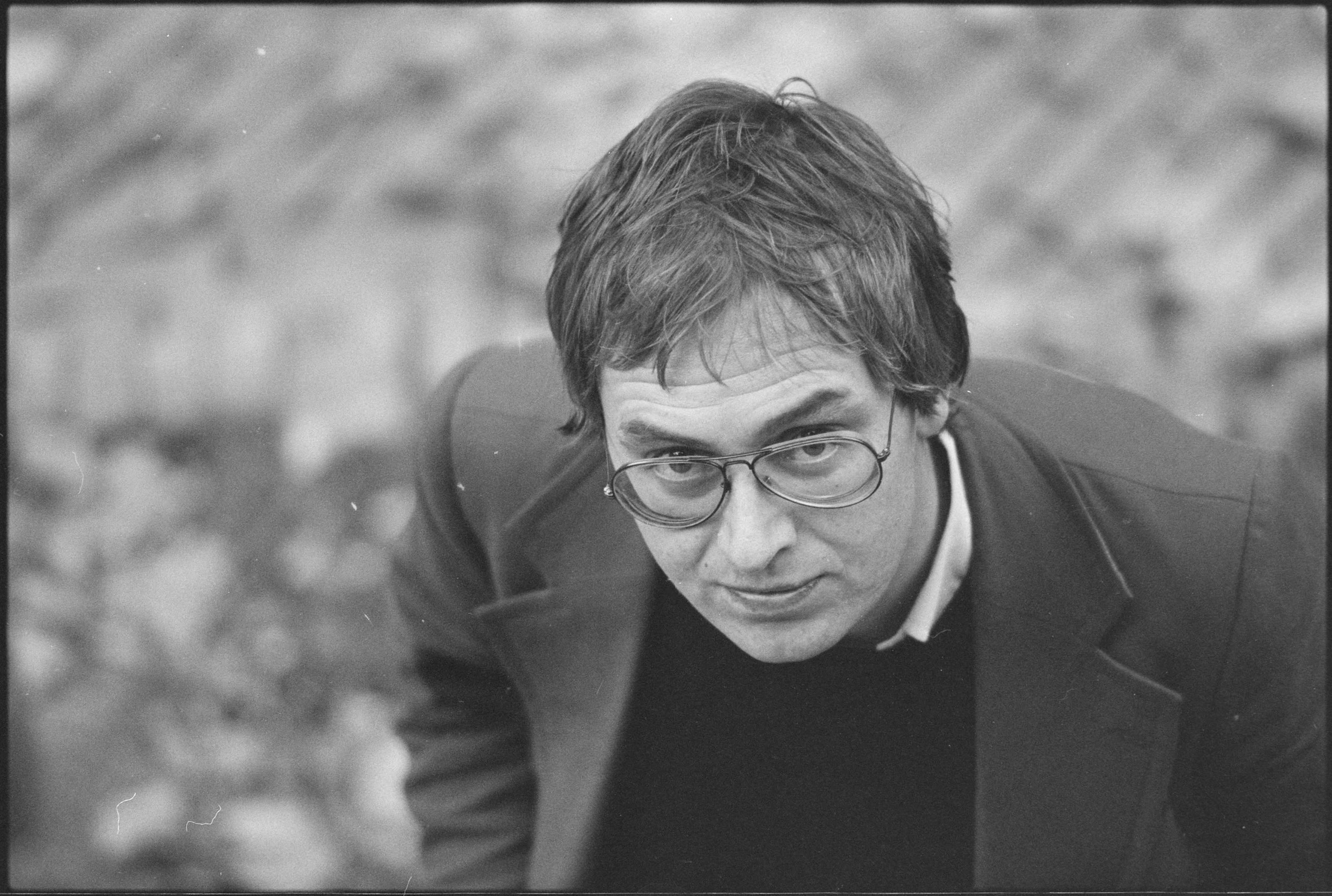
Levi Weemoedt, 1978.

## Bestseller 60
| Boeken met noteringen in de Nederlandse Bestseller 60 | Jaar van verschijnen | Datum van binnenkomst | Hoogste positie | Aantal weken | Opmerkingen |
| ----------------------------------------------------- | -------------------- | --------------------- | --------------- | ------------ | ----------- |
| Pessimisme kun je leren!                              | 2018                 | 31-10-2018            | 1(1wk)          | 27           |             |
| De scherven van het geluk                             | 2019                 | 04-09-2019            | 37              | 2            |             |
| Gezondheid!                                           | 2019                 | 13-11-2019            | 4               | 14           |             |